# Peter Schipka

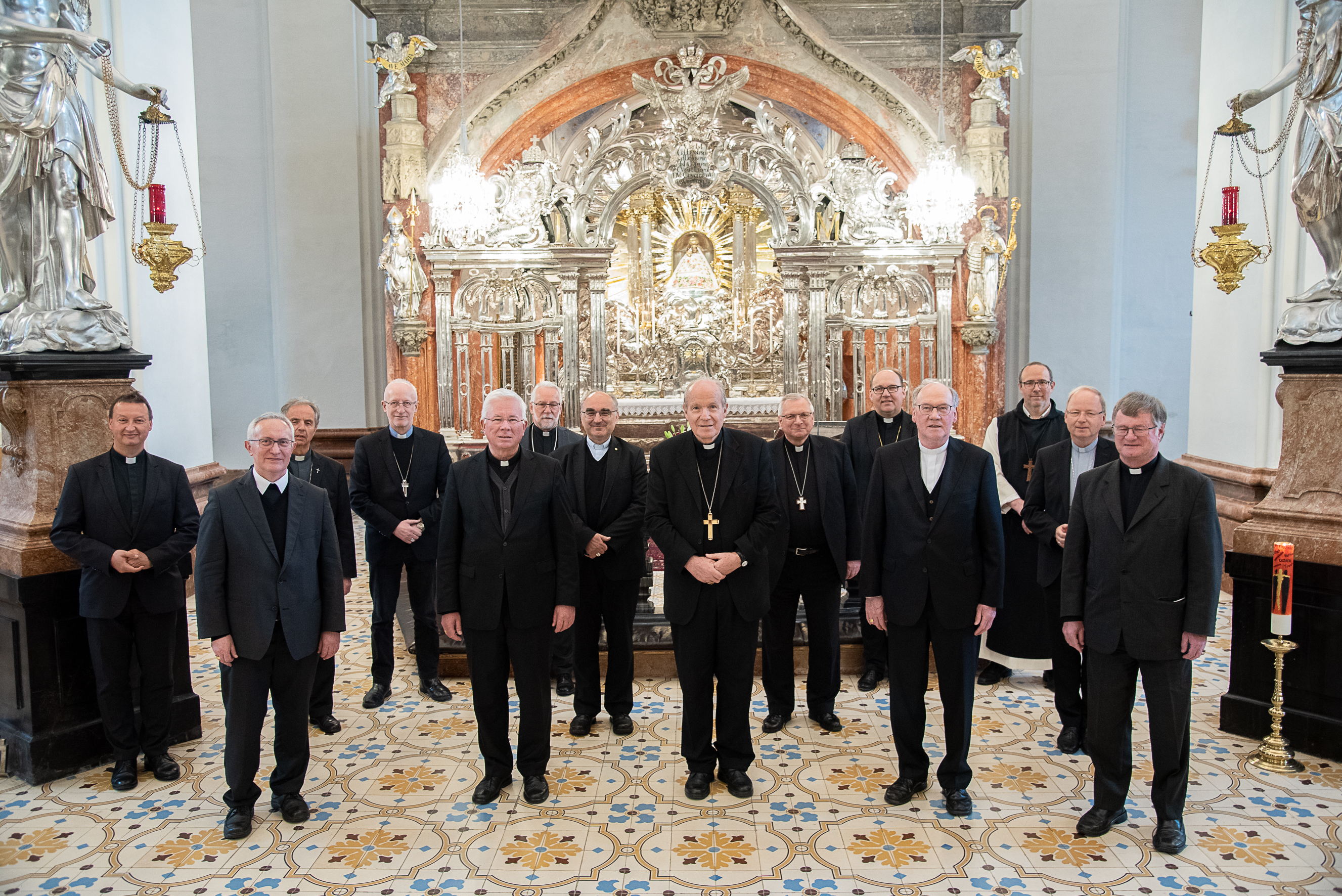
Peter Schipka (im Bild der Erste von links) bei einer Vollversammlung der Österreichischen Bischofskonferenz in Mariazell

Peter Schipka (* 29. Dezember 1970 in Wien) ist ein österreichischer Jurist, katholischer Geistlicher und Generalsekretär der Österreichischen Bischofskonferenz.

## Leben
Schipka studierte nach der Matura zunächst Rechtswissenschaften an der Universität Wien, war von 1992 bis 1995 Assistent am Institut für Strafrecht und Kriminologie und promovierte 1997 zum Dr. jur.
1995 trat er ins Wiener Priesterseminar ein und studierte ebenfalls in Wien Katholische Theologie. Von 2000 bis 2002 war er Assistent am Institut für Sozialethik der theologischen Fakultät Wien. 2002 empfing er durch Erzbischof Christoph Schönborn im Wiener Stephansdom die Priesterweihe und war zunächst Kaplan und Religionslehrer in Mödling. Ab 2004 studierte er Moraltheologie an der Universität Regensburg und war dort von 2007 bis 2010 wissenschaftlicher Mitarbeiter am Lehrstuhl für Moraltheologie. 2010 kehrte Schipka nach Wien zurück, wo er bis zum Sommer 2016 die Pfarre Rodaun als Moderator leitete. Im Jahr 2014 promovierte er im Fach Moraltheologie an der Karl-Franzens-Universität Graz zum Dr. theol.
Am 18. November 2010 wurde Peter Schipka zum Nachfolger von Ägidius Zsifkovics als Generalsekretär der Österreichischen Bischofskonferenz gewählt und trat am 1. März 2011 dieses Amt an. 2016 wurde er in dieser Funktion bestätigt und am 1. November 2017 von Kardinal Schönborn ins Wiener Domkapitel aufgenommen. Seit dem 25. Juni 2022 ist er Ehrenmitglied der katholischen Studentenverbindung KÖHV Mercuria Wien sowie seit 2023 der KHV Babenberg Wien im ÖCV.
Innerhalb der Bischofskonferenz ist er zuständig für die Bereiche „Kirche und Staat“ (gemeinsam mit dem Vorsitzenden), „Kirche und Gesellschaft“, die „Plattform der Kirchen und Religionsgesellschaften“ und die „Konferenz der Ordinariatskanzler“.

## Positionen

### Stellungnahme zum VfGH Urteil (Beihilfe zum Suizid)
Schipka äußerte sich kritisch zum VfGH-Erkenntnis vom 11. Dezember 2020, mit dem das Verbot der Zuhilfenahme bei der Selbsttötung gelockert wurde. Er äußerte Bedenken gegen die Stoßrichtung und Argumentation des Urteils. Es mache den Begriff der Menschenwürde zu einer „Leerformel“, um damit eine Entscheidung über Leben und Tod zu begründen Dies sei eine „ethisch gefährliche Entwicklung“. Für die Beantwortung der Frage nach der rechtlichen Zulässigkeit der Mitwirkung am Selbstmord müsse unbedingt die Frage geklärt sein, ob Suizid ein ethisch neutrales Scheiden aus dem Leben sei oder nicht.

### Chatprotokolle
Schlagzeilen machte im März 2021 ein Chatprotokoll aus dem Jahr 2019 zwischen Bundeskanzler Sebastian Kurz und dem damaligen Generalsekretär des Finanzministeriums Thomas Schmid, das vom Nachrichtenmagazin Profil veröffentlicht wurde. Darin ging es um ein Gespräch Schmids mit Schipka, während dessen die staatliche Aufhebung kirchlicher Steuerprivilegien thematisiert wurde. Für Irritationen sorgten dabei der Stil des Chatverlaufs an sich sowie der zeitliche Zusammenhang mit der öffentlichen kirchlichen Kritik an der Asylpolitik der damaligen ÖVP-FPÖ-Regierung. Schipkas Reaktion auf die Protokolle: „Die Sache ist wirklich sehr peinlich, aber nicht für mich. Ich empfinde es als eine Art Politik zu machen, die sich nicht gehört.“
Der steirische Landeshauptmann Hermann Schützenhöfer (ÖVP) zeigte sich in der ORF-„Pressestunde“ am Sonntag, 6. Juni 2021, auch darüber entsetzt, was in diesen Chats über die katholische Kirche zu lesen gewesen sei. Schmid hatte sich für dieses Gespräch 2019 mit Peter Schipka bei Bundeskanzler Sebastian Kurz „grünes Licht“ geholt. Der Bundeskanzler schrieb damals an Schmid: „bitte Vollgas geben“.

## Publikationen
- Peter Schipka: Loyalität – Verantwortung – Widerstand. Konfessionelle Aspekte einer Individualethik des Rechts. Aschendorffverlag, Münster 2020, ISBN 978-3-402-11931-0.